# Besenbüren
Besenbüren (toponimo tedesco) è un comune svizzero di 621 abitanti del Canton Argovia, nel distretto di Muri.

## Storia

### Simboli
La betulla e i fiori di mirtillo rosso appaiono già su un
sigillo del consiglio comunale del 1811 come elementi tipici della flora del Bünzer Moos. Nella prima metà del XX secolo era in uso uno stemma con una betulla su una collina verde su sfondo azzurro, ripreso da una vetrata della chiesa di Bünzen del 1930. Lo stemma nella sua versione attuale è stato adottato con delibera del consiglio comunale dell'8 novembre 1961.

## Società

### Evoluzione demografica
L'evoluzione demografica è riportata nella seguente tabella:
Abitanti censiti

## Amministrazione
Ogni famiglia originaria del luogo fa parte del cosiddetto comune patriziale e ha la responsabilità della manutenzione di ogni bene ricadente all'interno dei confini del comune.